# Yusuf Wahba Pascià
Yūsuf Wahbā (in arabo يوسف وهبى‎?) (Il Cairo, 1852 – Il Cairo, 1934) è stato un giurista egiziano, primo ministro del Sultanato d'Egitto dal 1919 al 1920.
Yūsuf Wahbā nacque al Cairo, nel 1852 da una famiglia copta molto in vista.  Suo padre, Wahba Bey, era stato uno dei fondatori della prima società benefica copta, che accettava studenti musulmani come ʿAbd Allāh Nadīm e lo sceicco Muhammad ʿAbduh. Tradusse il Codice napoleonico in arabo mentre era ministro della Giustizia tra il 1875 e il 1882 e partecipò alla costruzione del moderno sistema giuridico in Egitto, essendo diventato uno dei primi giudici egiziani delle Corti Miste d'Appello nel 1894.
Più tardi, nel 1912, divenne ministro degli Esteri e nel 1914 delle Finanze: posto che conservò fino al maggio del 1920. Come ministro delle Finanze, introdusse le prime banconote in Egitto, avallate dall'autorità del Sultanato d'Egitto, da lui controfirmate in veste di ministro delle Finanze.  Divenne Primo ministro nel 1919, durante un periodo difficile della vita del suo Paese.  Molti membri della comunità copta alla quale egli stesso apparteneva, sollevarono obiezioni sul fatto che egli avesse accettato il premierato, volendo opporsi a più strette relazioni tra musulmani e copti, malgrado entrambe le componenti religiose egiziane militassero congiuntamente nel partito Wafd per combattere l'occupazione britannica dell'Egitto. Durante il suo premierato, Yūsuf Wahba introdusse o agevolò numerose riforme economiche, inclusa quella dell'eliminazione dei controlli dei prezzi sui prodotti agricoli, come pure la creazione della Banca Misr da parte di Ṭalʿat Ḥarb Pascià, la prima banca centrale del paese.
Entrò nel primo Senato indipendente, avendo vinto le elezioni della circoscrizione di Alessandria nel 1924. Durante il suo mandato senatoriale, appoggiò varie misure legislative volte a rafforzare l'indipendenza del sistema giudiziario egiziano.  Si oppose con forza a ogni tentativo d'introdurre qualsiasi privilegio particolare per le minoranze egiziane, sia su base etnica sia su base religiosa (inclusa quella cristiana copta), cosa inizialmente suggerita nel 1917 dalla Commissione Brunyate per la riforma giudiziaria. Lasciò il Senato nel 1930.
Importanti sono le sue due pubblicazioni sul Codice commerciale egiziano, la prima scritta congiuntamente con Shafīq Mansūr Bey, intitolata "Sharḥ al-Qānūn al-Madanī" (Commento al Codice Civile) e la seconda, scritta assieme al giudice delle Corti Miste ʿAbd al-ʿAzīz Khayl Bey, intitolata "Sharḥ al-Qānūn al-Tijārī al-Miṣrī (Commento al Codice di Commercio egiziano).
Yūsuf Wahba stilò nel 1882 anche la bozza per l'istituzione del Majlis Milli (Assemblea Nazionale), il primo consiglio cristiano copto incaricato di trattare le questioni della comunità copta in Egitto, esulanti dal controllo della Chiesa ortodossa copta.
Morì nel 1934. Era stato sposato con Doudou, figlia di Mikhāʾīl Bey al-Nakkādī, da cui ebbe otto figli. Due di essi Murad Wahba Pascià (1879-1972) e Sadeq Wahba Pascià (1885-1971) compirono rispettivamente una brillante carriera all'interno del sistema giudiziario e del servizio diplomatico.